# Toskäppegölen
Toskäppegölen är en sjö i Boxholms kommun i Östergötland och ingår i Motala ströms huvudavrinningsområde. Sjöns area är 0,015 kvadratkilometer och den befinner sig 186,4 meter över havet.